# Джангелдински район
Джангелдински район (на казахски: Жангелдин ауданы) е съставна част на Костанайска област, Казахстан, обща площ 37 800 км2 и население 11 967 души (по приблизителна оценка към 1 януари 2020 г.). Административен център е село Тургай.